# Кале-2 (кантон)
Кале-2 (фр. Calais-2) — кантон во Франции, находится в регионе О-де-Франс, департамент Па-де-Кале. Входит в состав округа Кале.

## История
Кантон образован в результате реформы 2015 года. В его состав вошли южные кварталы города Кале, большая часть упраздненного кантона Гин и отдельные коммуны кантонов Ардр и Девр.

## Состав кантона
В состав кантона входят коммуны (население по данным Национального института статистики за 2018 г.):
- Аламбон (627 чел.)
- Андр (1 556 чел.)
- Арденген (1 215 чел.)
- Ардр (4 403 чел.)
- Балингем (1 166 чел.)
- Бенган (223 чел.)
- Брем (1 290 чел.)
- Буко (776 чел.)
- Бурсен (255 чел.)
- Гин (5 619 чел.)
- Кале (5 993 чел.) (южные кварталы)
- Кампань-ле-Гин (447 чел.)
- Кафье (741 чел.)
- Кулонь (5 401 чел.)
- Ландретен-ле-Ардр (760 чел.)
- Лез-Аттак (2 009 чел.)
- Лик (1 631 чел.)
- Луш (955 чел.)
- Ньель-ле-Ардр (569 чел.)
- Окенген (111 чел.)
- Отенг (290 чел.)
- Роделенган (520 чел.)
- Санген (341 чел.)
- Фьен (879 чел.)
- Эрбенген (388 чел.)
- Эрмеленген (426 чел.)

## Политика
На президентских выборах 2022 г. жители кантона отдали в 1-м туре Марин Ле Пен 38,9 % голосов против 23,7 % у Эмманюэля Макрона и 15,1 % у Жана-Люка Меланшона; во 2-м туре в кантоне победила Ле Пен, получившая 61,7 % голосов. (2017 год. 1 тур: Марин Ле Пен – 35,0 %, Жан-Люк Меланшон – 18,8 %, Эмманюэль Макрон – 17,1 %, Франсуа Фийон – 15,1 %; 2 тур: Ле Пен – 55,0 %. 2012 год. 1 тур: Франсуа Олланд — 28,3 %, Марин Ле Пен — 26,1 %, Николя Саркози — 23,1 %; 2 тур: Олланд — 54,5 %).
С 2021 года кантон в Совете департамента Па-де-Кале представляют мэр коммуны Ардр Людовик Локе (Ludovic Loquet) и член городского совета Кале Каролин Матра (Caroline Matrat) (оба ― Разные левые).
|                | Кандидаты                            | Партия                   | Первый тур | Первый тур     | Второй тур | Второй тур |
| Кол-во голосов | Кандидаты                            | Партия                   | % голосов  | Кол-во голосов | % голосов  |            |
| -------------- | ------------------------------------ | ------------------------ | ---------- | -------------- | ---------- | ---------- |
|                | Людовик Локе Каролин Матра           | Левый блок               | 3 971      | 44,13          | 6 174      | 70,13      |
|                | Седрик Факель Кристин Энгран         | Национальное объединение | 2 153      | 23,93          | 2 630      | 29,87      |
|                | Эдвига Леблон-Кель Кристиан-Жак Сери | Разные правые            | 2 108      | 23,73          |            |            |
|                | Кристиан Лушес Орели Пьер-Мерьо      | Левый блок – Зелёные     | 766        | 8,51           |            |            |

|                | Кандидаты                  | Партия                      | Первый тур | Первый тур     | Второй тур | Второй тур |
| Кол-во голосов | Кандидаты                  | Партия                      | % голосов  | Кол-во голосов | % голосов  |            |
| -------------- | -------------------------- | --------------------------- | ---------- | -------------- | ---------- | ---------- |
|                | Людовик Локе Каролин Матра | Левый блок                  | 4 626      | 32,72          | 7 652      | 54,75      |
|                | Рюди Веркюк Изабель Горр   | Национальный фронт          | 4 677      | 33,08          | 6 324      | 45,25      |
|                | Мишель Дюклуа Эрик Удаэр   | Правый блок                 | 2 938      | 20,78          |            |            |
|                | Моник Кайес Мишель Тоумсан | Левый фронт                 | 876        | 6,20           |            |            |
|                | Анн Декестер Марк Пелабон  | Европа Экология — «Зелёные» | 557        | 3,94           |            |            |
|                | Моник Делевалле Кевен Реш  | Крайне правые               | 466        | 3,30           |            |            |